# ケネス徳田
ケネス 徳田（ケネス とくだ、Kenneth TOKUDA、本名 徳田 信一（とくだ しんいち）、1976年7月22日 - ）は、競技麻雀のプロ雀士。日本プロ麻雀連盟所属。
馬場裕一の立ち上げた麻雀企画会社バビロンの制作部部長を務める。

## 来歴
北海道生まれ。1994年に上智大学理工学部入学後に麻雀に出会う。2000年に上智大学大学院理工学研究科修了後、IT関係企業に就職。
2001年に日本プロ麻雀協会のプロテストに合格しプロ雀士となる。2002年に日本で行われた世界麻雀選手権で、アメリカチームの選手が足りなくなり、日本人離れした風貌の徳田がアメリカチームの助っ人で呼ばれる。この時初めて「ケネス徳田」を名乗り、以降麻雀関連の活動で「ケネス徳田」を名乗るようになった。
プロ入り後は自身の成績は残せない一方で麻雀業界の“裏方”の仕事が多く、「モンド麻雀プロリーグ」を始めとする麻雀番組のスタッフや、『むこうぶち』（作：天獅子悦也、近代麻雀掲載）をはじめとした闘牌原作・闘牌指導などに関わってきた。この時に、同じく麻雀業界の裏方として関わることの多かった馬場裕一や黒木真生らと交流を持つようになり、IT企業を辞めて麻雀企画会社バビロンに参加する。
2013年に日本プロ麻雀連盟に移籍。連盟の人々と共に仕事をする機会が多く、麻雀に対する考え方、姿勢、発想に魅力を感じたのがプロ連盟入りした理由だという。以降は連盟のスタッフとして「夏目坂スタジオ」の運営などに関わっている。

## 挿話
- 日本プロ麻雀協会のプロテスト受験時、他の受験者がスーツとネクタイ着用の中、一人だけジーパン姿でプロテストに臨む。他の試験官が不合格にしようとしたところ、協会創設に関わった土井泰昭が「いいじゃん、面白いから入れようぜ」と言って合格に至ったとのこと。このためしばらくは徳田のあだ名が「ジーパン」だった[4]。
- 大学院卒業後入社したIT企業は後にソフトバンクに買収され、徳田自身もIT業界では「孫正義が選んだ100人の精鋭」に名を連ねるほどの逸材だったという[1][4]。
- 「バビロン」への加入にあたっては徳田のキャラクターに懸念を覚えた黒木や長村大、梶本琢程が猛反対するが、馬場の「まあいいじゃん、面白いから」の一言で加入が決まった[4]。「バビロン」加入後は短時間で合理的に撮影出来るシステムを構築するなど、麻雀業界でもその才能を発揮している[5]。
- 「ケネス」の名前は、当時読んでいたかわぐちかいじの漫画『イーグル』の登場人物「ケネス・ヤマオカ」から採ったもの[2]。
- 日本式の麻雀より国際公式ルールの方が得意なため、国際麻雀革命児[6]と呼ばれている。2019年3月1日発売の近代麻雀付録の「麻雀プロ全選手名鑑」では国際麻雀テロリストというキャッチフレーズがついた。
- 妻は日本プロ麻雀連盟所属の女流プロ雀士であるナレーター・MCの片倉まち[7]（元お笑いコンビ・めっちぇんの赤羽奈々瀬）。3子の父でもある[8]。

## 主なタイトル
- 中国泰州市親善友好麻雀大会優勝[1]
- 双竜位（第1・2期）[1]

## 闘牌指導
- 真・兎 野性の闘牌[9]
- むこうぶち (実写版)[10]
- アカギ (テレビドラマ版)[11]
- 咲-Saki- (実写版)[12]
- 發の竜〜逆転の闘牌〜

### 注記
1. ↑  元々は麻雀発祥の地と言われる中国・寧波市で開催予定だったが、中国側の政治的事情で中止となり、日本で代替開催。このため、ルールも国家体育総局の定めた国際標準ルール（中国麻雀）で行われた。
2. ↑  一時Wikipediaのケネス徳田の項目に「インド生まれの日系二世」という誤った情報が書き込まれていたことがある[1]ほど。